# Marina Solodkin
Marina Solodkin (nata Gershman) (ebraico:מרינה סולודקין; russo:Марина Михайловна Солодкина; Mosca, 31 maggio 1952 – Riga, 16 marzo 2013) è stata una politica israeliana di origine russa, emigrata in Israele nei primi anni '90, membro della Knesset per Yisrael BaAliyah, Likud e Kadima dal 1996 al febbraio 2013, quando perse il seggio alle elezioni.

## Biografia
Marina Gershman (in seguito Solodkin) nacque a Mosca in Unione Sovietica. Solodkin studiò all'Università Statale di Mosca, dove conseguì un dottorato di ricerca in scienze economiche e sociali. Emigrò in Israele nel 1991. Solodkin morì per un ictus in una stanza d'albergo in Lettonia il 16 marzo 2013. Ha scritto sulla sua pagina Facebook il venerdì precedente: "Tra poche ore partirò per la Lettonia per partecipare a una conferenza a cui sono stata invitata dal Comitato lettone contro il fascismo... Ultimamente, il neonazismo sta alzando la sua brutta testa nell'Europa dell'Est, negli stati post-sovietici. Dobbiamo rimanere vigili"."
Le sopravvissero il marito e due figli. Viveva ad Ashkelon.

## Carriera politica
In Israele, Solodkin si unì al partito degli immigrati russi, Yisrael BaAliyah, guidato dal dissidente sovietico Natan Sharansky. Fu eletta alla Knesset nelle elezioni del 1996 nella lista del partito e ha presieduto la commissione sullo status delle donne. Dopo aver mantenuto il  seggio nelle elezioni del 1999, è stata nominata viceministro dell'assorbimento degli immigrati, un incarico che ha riconquistato durante la 16ª Knesset dopo che Yisrael BaAliyah si era fuso con il Likud.
Poco prima delle elezioni del 2006 Solodkin si dimise dalla Knesset per unirsi a Kadima. Ottenne il 6° posto nella lista del partito ed venne rieletta. Tuttavia, per protestare contro la mancata nomina a ministro nonostante la sua alta posizione nella lista di Kadima, è stata assente dalla cerimonia di giuramento del nuovo governo. La sua assenza dal governo fu impopolare tra molti immigrati russi.
Chiese che i lavoratori agricoli stranieri fossero sostituiti con immigrati etiopi, e chiese che Ariel Toaff fosse processato per il suo libro sulla diffamazione del sangue. Disse anche che Ehud Olmert avrebbe dovuto dimettersi a causa della guerra del Libano del 2006.
Mantenne il suo seggio nelle elezioni del 2009 dopo essersi piazzata decima nella lista del partito. Il 5 dicembre 2012, nei giorni precedenti le elezioni del 2013, mentre i sondaggi mostravano che Kadima entrava a malapena alla Knesset o non superava nemmeno la soglia di sbarramento, Solodkin annunciò che non avrebbe partecipato alle elezioni.
Nel 2010 ha sostenuto le richieste di vietare il burqa in Israele.

## Opere
- Dictionary of Economic History (in russo, 1995)
- Civilization Discomfort: Soviet Jewry in Israel in the 90's (in russo, 1996)
- Not another Generation of the Wilderness (in ebraico)